# Justin Hires
Justin Hires (San Petersburgo (Florida), 24 de junio de 1985) es un actor estadounidense de cine y televisión, monologuista de Comedia en vivo y Compositor. Es conocido por encarnar el papel del Detective James Carter en la Serie de televisión de CBS Rush Hour y por su papel como Wilt Bozer en el reinicio de la serie MacGyver.
Ha participado en películas tales como  21 Jump Street (en Español «Comando Especial») y Stomp the Yard (en Español «Baile Urbano»).

## Biografía
Hires nació el 24 de junio de 1985 en San Petersburgo, (Florida). A una edad muy temprana comenzó a hacerse notable su don para hacer reír a los demás es por eso que a los 13 años se convirtió en el miembro más joven de las producciones de Shackespeare in the Park en Tampa. Asistió al Gibbs High School of the Performing Arts donde se graduó con una licenciatura en Teatro. Luego de su graduación se mudó a Atlanta donde asistió a la  Clark Atlanta University. Allí se graduó con una licenciatura en “Artes de medios de comunicación, radio, televisión y cine”. La Cadena de televisión MTV lo descubrió mientras participaba de la Estación de radio del campus de la Universidad. Más tarde se mudó a Hollywood donde comenzó a realizar  comedias en vivo y a producir videos de comedia para la web donde tiene su propio canal de YouTube creado en 2009.

## Carrera
Mientras aun asistia a la Universidad, Hires participó en dos  largometrajes, la película dramática cristiana The Gospel, en 2005, y Stomp the Yard (en Español «Baile Urbano») en 2007 en el personaje de Byron. En 2007 también consiguió su primer piloto de televisión para MTV en «D.A.N.C.E.», canción del dúo francés  Justice. También fue elegido para participar en el programa de comedia de la cadena CBS Diversity Showcase. En 2009 participó en tres episodios de la primera temporada de la Serie de televisión de cámaras ocultas Disaster Date. Más tarde, en 2011 participó en la Telecomedia In the flow with Affion Crockett en el episodio titulado No Rush!.
En 2012 volvió al mundo del cine al participar en la comedia de acción  21 Jump Street (en Español «Comando Especial») en el personaje de Juario. También realizó varias colaboraciones en la serie y comedia de televisión Key and Peele entre los años 2012 y 2015.
Participó en 2013 en la película de comedia Slightly single y en 2014 en la película policial de suspenso 10 Cent Pistol en el papel de Jayson. Durante ese mismo año participó en 10 de los 11 episodios de la comedia de televisión de MTV Jerks with Cameras, realizando cámaras ocultas en las calles.
En 2015 participó en 4 episodios de la segunda temporada del programa de televisión de cortos animados para adultos llamado Trip Tank interpretando diferentes personajes.
Fue seleccionado en 2016 por la cadena CBS para el papel protagónico de James Carter en la Serie de televisión Rush Hour, un detective poco convencional que combate el crimen en las calles de Los Ángeles. Y desde ese mismo año interpreta a Wilt Bozer en el reinicio de la serie de televisión MacGyver.
En 2018 realizó una colaboración en la serie animada de televisión The Lion Guard (En Español «La guardia del león») prestando su voz para el personaje de Hodari, un geco que sueña con ser cocodrilo.
Actualmente continúa realizando giras de comedia en vivo a nivel nacional y haciendo uso de sus conocimientos en los medios de comunicación ha estado componiendo algunos sencillos de Hip hop tales como «Love Hurts» y «Sorry».

Películas
| Año  | Título                  | Papel         |
| ---- | ----------------------- | ------------- |
| 2005 | The Gospel              | Jóven         |
| 2007 | Stomp the Yard          | Byron         |
| 2012 | 21 Jump Street          | Juario        |
| 2013 | Slightly Single in L.A. | Chico del bar |
| 2014 | 10 Cent Pistol          | Jayson        |

Televisión
| Año           | Título              | Papel                           | Nota                |
| ------------- | ------------------- | ------------------------------- | ------------------- |
| 2012–2015     | Key and Peele       | Laron's Friend #3, Bystander #1 | 4 Episodios         |
| 2016          | Rush Hour           | Detective James Carter          | Personaje principal |
| 2016-presente | MacGyver            | Wilt Bozer                      | Personaje principal |
| 2017          | La guardia del león | Hodari                          | Personaje principal |